# Clan Kobayakawa

Mon du clan Kobayakawa.

Le clan Kobayakawa (小早川氏, Kobayakawa-shi) est une famille de samouraïs de la période Sengoku qui possédait des terres dans la province d'Aki. Au milieu du XVIe siècle, ils devinrent, comme les Kikkawa de la même province d'Aki, des vassaux du puissant clan Mōri qui dominait l'ouest du Japon. Le clan combattit longtemps les Ōtomo de Kyūshū. Ils furent ensuite, comme les Mōri, des partisans de Toyotomi Hideyoshi, le second unificateur du Japon. Kobayakawa Hideaki reçut en fief la province de Chikuzen. À la bataille de Sekigahara, les Kobayakawa abandonnèrent le camp de l'Ouest pour se joindre à Tokugawa Ieyasu et permirent à ce dernier d'emporter la victoire. Le clan disparut après la mort de Hideaki Kobayakawa, mort sans héritier en 1602.

## Membres
- Kobayakawa Takakage (1532-1596)
- Kobayakawa Hideaki (1577-1602)